# Der Rauchfangkehrer
Der Rauchfangkehrer oder Die unentbehrlichen Verräter ihrer Herrschaften aus Eigennutz ist ein musikalisches Lustspiel in drei Akten von Antonio Salieri aus dem Jahre 1781. Der Text stammt von dem Wiener Arzt Leopold Auenbrugger, dessen Töchter Marianne und Franziska Schülerinnen Salieris waren. 

## Geschichte
Das Singspiel wurde am 30. April 1781 im Burgtheater in Wien uraufgeführt. Es erschien auch unter dem Titel Die bestraften Spröden oder Der listige Kaminfeger auf der Bühne.
Es ist beachtlich, wie souverän der aus Italien stammende Komponist mit der deutschen Sprache umzugehen vermochte. Einer Anekdote zufolge soll ihm die Vertonung des Librettos als „Sprachübung“ von Kaiser Joseph II. persönlich aufgetragen worden sein. Die reizvoll instrumentierte Partitur überrascht mit einer Vielzahl verschiedener musikalischer Formen, vom einfachen Lied bis hin zum (parodierten) Melodram; bemerkenswert ist die Virtuosität, mit der Salieri diese Formen mischt, um den etwas einfältigen Text durch eine kluge musikalische Dramaturgie auszugleichen.
Obwohl das Libretto stark kritisiert wurde, fand die Oper regen Zulauf, wohl vor allem der aparten Musik und der exquisiten Besetzung wegen (u. a. mit Catarina Cavalieri und Ludwig Fischer, die beide 1782 auch in der Uraufführung von Wolfgang Amadeus Mozarts Die Entführung aus dem Serail auftraten). Der Allgemeine Theater Almanach von 1782 bedauert „den vortreflichen Salieri [ ... ], daß er sein schönes Talent an solchem Wust hat verschwenden müssen“. Andernorts, beispielsweise 1783 in Berlin, hat man versucht, der Musik einen neuen, besseren Text zu unterlegen, das Stück konnte sich jedoch dennoch nicht dauerhaft auf den Bühnen halten. Leopold Mozart hielt das Stück gar für eine schlecht ins Deutsche übertragene italienische Opera buffa.
Auffallend ist der ausgesprochen Mozart’sche Gestus der Musik; zahlreiche Nummern antizipieren später so berühmt gewordene Werke Mozarts wie etwa den Anfang der Ouvertüre zu Le nozze di Figaro. Die Bravour-Arie Wenn dem Adler das Gefieder der Fräule Nannette im dritten Akt kann als direktes Vorbild für die Arie der Konstanze Martern aller Arten in Die Entführung aus dem Serail gesehen werden. Aus einem Brief an seinen Vater vom 10. Dezember 1783 geht hervor, dass Mozart eine Partitur des Rauchfangkehrers für sechs Dukaten erstanden hat. Später hat er sich noch um ein gedrucktes Libretto des Stückes bemüht, wie aus einem weiteren Brief zu entnehmen ist.

## Aufführungen in neuerer Zeit

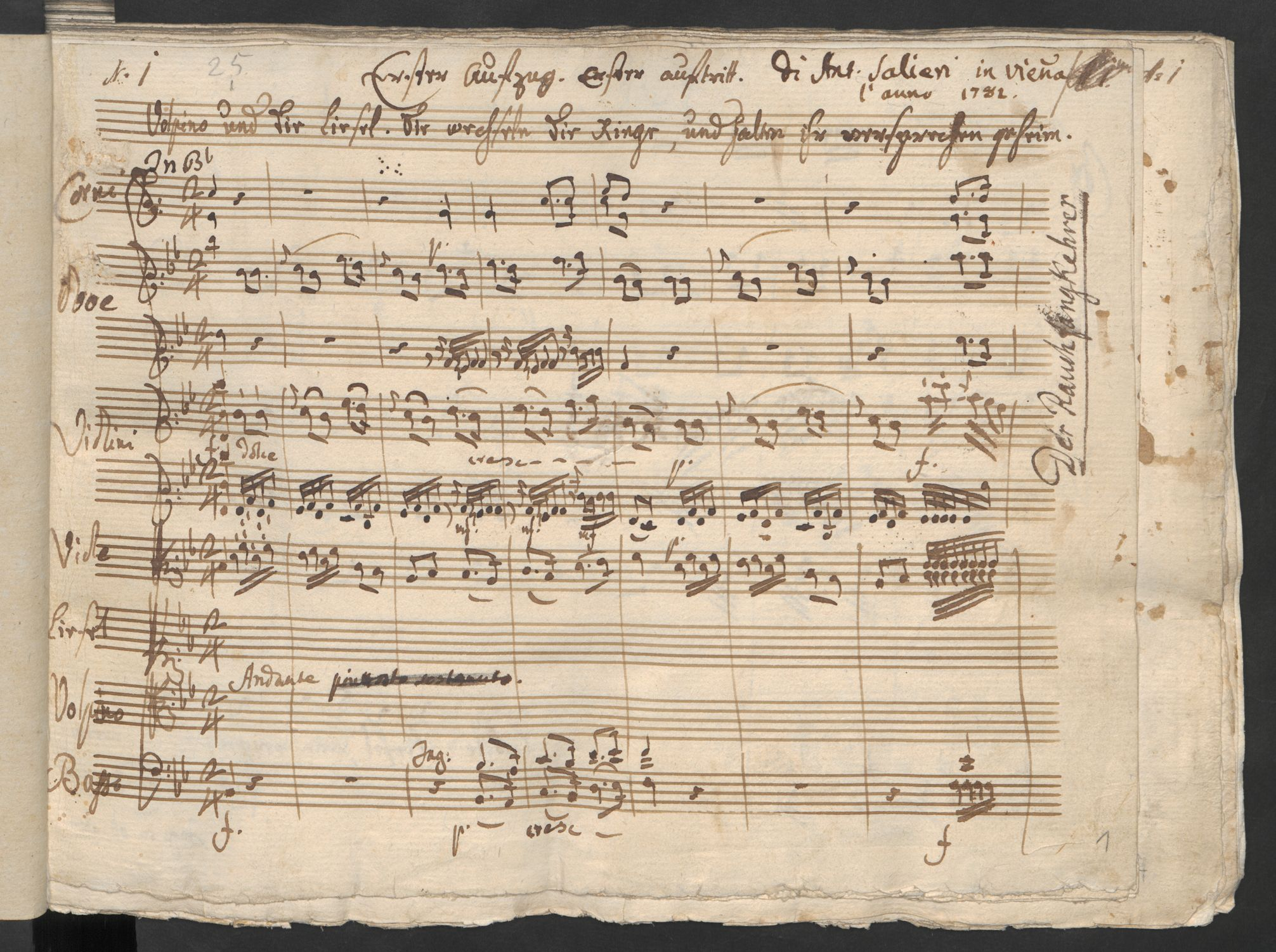
Der Rauchfangkehrer - Antonio Salieri

Im Zuge einer langsam einsetzenden Renaissance der Werke Salieris wurden in jüngerer Vergangenheit auch Teile aus dem Rauchfangkehrer wieder aufgeführt, u. a. im Januar 2007 die Ouvertüre und die Koloraturarie der Nannette mit der Sopranistin Eleonore Marguerre und dem Mannheimer Mozartorchester unter dem Dirigat von Thomas Fey. Die deutsche Koloratursopranistin Diana Damrau hat für ihr im November 2007 erschienenes Solo-Album auch eine Arie aus dem Rauchfangkehrer aufgenommen, die bis zur Karikatur verzerrte, parodierte Opera-seria-Arie der Nannette Basta vincesti … Ah non lascarmi no, allerdings ohne die von Salieri komponierten Zwischenrufe des fingierten „Gesanglehrers“ Volpino, der in der Szene die fehlerhafte Aussprache der Sängerin verbessert. Im Rahmen des Festivals Walldorfer Musiktage wurden im Oktober 2010 Ausschnitte aus dem Werk konzertant vorgestellt; unter der Leitung von Timo Jouko Herrmann sangen die Sopranistin Berit Barfred Jensen und der Bassist Philipp Schädel, begleitet vom Karlsruher Barockorchester. Am 14. November 2011 fand im Grazer Minoritensaal eine vom Grazer Apotheker Mag. Christian Müller initiierte, stark gekürzte Neuaufführung der Oper mit jungen Grazer Künstlern und Sängern (meist Studenten) statt, welche beim Publikum großen Anklang fand. Weiterhin soll in diesem Rahmen eine Aufnahme der Oper entstehen. Den Anlass zu dieser Aktion bildete das 300-Jahre-Jubiläum der Mohrenapotheke (am Südtirolerplatz), in deren Nebenhaus einst Leopold Auenbrugger, der Librettist des Singspiels, aufwuchs. Eine nahezu ungekürzte szenische Wiederaufführung der Oper – allerdings in englischer Sprache – brachte im Juli 2014 die Pinchgut Opera in Sydney/Australien unter der musikalischen Leitung von Erin Helyard auf die Bühne; Regie führte Mark Gaal.